# Francia en la Copa Mundial de Fútbol de 2006
La selección de Francia fue uno de los 32 países participantes de la Copa Mundial de Fútbol de 2006, realizada en Alemania.
Francia, luego de la generación dorada que obtuvo el título en la Copa Mundial de Fútbol de 1998, la Eurocopa 2000 y la Copa Confederaciones 2001, tuvo una mediocre participación en la Copa Mundial de Fútbol de 2002 donde no marcó goles y se retiró con la peor defensa de un título mundial en la historia. A pesar de ganar la Copa Confederaciones 2003, tuvo un bajo desempeño tanto en el proceso clasificatorio como en la Eurocopa 2004.
Para revertir la situación, el entrenador Raymond Domenech convocó a jugadores de la antigua generación dorada como el capitán Zinedine Zidane. En la primera ronda, Francia quedó emparejada con Suiza, Corea del Sur y Togo. En sus primeros partidos, Francia no lograba encauzar su juego tras empatar ante helvéticos y asiáticos. En su último partido, logró la clasificación luego de derrotar a los africanos y que los suizos derrotaron a los surcoreanos.
En octavos de final, Francia se enfrentó a España, que había tenido un gran desempeño en la primera fase. Sin embargo, Francia recuperó la calidad de juego que había mostrado ocho años antes y derrotó inapelablemente a los hispanos por 3:1. El perfecto desempeño de Zidane, sumado al talento del joven Franck Ribéry, el artillero Thierry Henry y los experimentados Patrick Vieira y Lilian Thuram permitieron que Francia avanzara hasta las finales, derrotando a los campeones en ejercicio, Brasil, y a Portugal.
En la final, Francia enfrentó a Italia. Un penal de Zidane permitió que los franceses se pusieran arriba en el marcador más el italiano Marco Materazzi emparejar la cuenta. En el segundo tiempo, Francia dominó el partido pero no logró encajar un gol por lo que el partido se extendió al alargue y posteriormente a los tiros penales. Un error de David Trezeguet permitiría que Italia levantase la Copa y Francia obtuviera el segundo lugar.
Francia logró de forma sorpresiva la segunda mejor actuación de su historia en una Copa del Mundo. A su vez, su líder Zidane fue coronado como el mejor jugador del torneo al recibir el Balón de oro, a pesar de su polémica expulsión en los minutos finales del último partido.

## Clasificación

### Grupo 4
| Pos. | Equipo      | Pts. | PJ | G | E | P | GF | GC | Dif. | Clasificación |     | FRA | SUI | ISR | IRL | CYP | FRO |
| ---- | ----------- | ---- | -- | - | - | - | -- | -- | ---- | ------------- | --- | --- | --- | --- | --- | --- | --- |
| 1    | Francia     | 20   | 10 | 5 | 5 | 0 | 14 | 2  | +12  | Clasificado   |     | —   | 0–0 | 0–0 | 0–0 | 4–0 | 3–0 |
| 2    | Suiza       | 18   | 10 | 4 | 6 | 0 | 18 | 7  | +11  | Segunda Ronda |     | 1–1 | —   | 1–1 | 1–1 | 1–0 | 6–0 |
| 3    | Israel      | 18   | 10 | 4 | 6 | 0 | 15 | 10 | +5   |               |     | 1–1 | 2–2 | —   | 1–1 | 2–1 | 2–1 |
| 4    | Irlanda     | 17   | 10 | 4 | 5 | 1 | 12 | 5  | +7   |               | 0–1 | 0–0 | 2–2 | —   | 3–0 | 2–0 |     |
| 5    | Chipre      | 4    | 10 | 1 | 1 | 8 | 8  | 20 | −12  |               | 0–2 | 1–3 | 1–2 | 0–1 | —   | 2–2 |     |
| 6    | Islas Feroe | 1    | 10 | 0 | 1 | 9 | 4  | 27 | −23  |               | 0–2 | 1–3 | 0–2 | 0–2 | 0–3 | —   |     |

 Fuente: 

## Preparación

### Partidos previos
Datos correspondientes al periodo entre la finalización de la Eurocopa 2004 y el inicio de la Copa Mundial de Fútbol de 2006
| Fecha                   | Lugar               | Competición |         |                    | Resultado |                                       |                      |
| ----------------------- | ------------------- | ----------- | ------- | ------------------ | --------- | ------------------------------------- | -------------------- |
| 18 de agosto de 2004    | Rennes              | Amistoso    | Francia | Bandera de Francia | 1:1 (1:1) | Bandera de Bosnia y Herzegovina       | Bosnia y Herzegovina |
| 17 de noviembre de 2004 | Saint-Denis         | Amistoso    | Francia | Bandera de Francia | 0:0 (0:0) | Bandera de Polonia                    | Polonia              |
| 9 de febrero de 2005    | Saint-Denis         | Amistoso    | Francia | Bandera de Francia | 1:1 (1:1) | Bandera de Suecia                     | Suecia               |
| 31 de mayo de 2005      | Longeville-lès-Metz | Amistoso    | Francia | Bandera de Francia | 2:1 (2:0) | Bandera de Hungría                    | Hungría              |
| 17 de agosto de 2005    | Montpellier         | Amistoso    | Francia | Bandera de Francia | 3:0 (1:0) | Bandera de Hungría                    | Costa de Marfil      |
| 9 de noviembre de 2005  | Fort-de-France      | Amistoso    | Francia | Bandera de Francia | 3:2 (0:2) | Bandera de Costa Rica                 | Costa Rica           |
| 12 de noviembre de 2005 | Saint-Denis         | Amistoso    | Francia | Bandera de Francia | 0:0 (0:0) | Bandera de Alemania                   | Alemania             |
| 1 de marzo de 2006      | Saint-Denis         | Amistoso    | Francia | Bandera de Francia | 1:2 (0:0) | Bandera de Eslovaquia                 | Eslovaquia           |
| 27 de mayo de 2006      | Saint-Denis         | Amistoso    | Francia | Bandera de Francia | 1:0 (1:0) | Bandera de México                     | México               |
| 31 de mayo de 2006      | Lens                | Amistoso    | Francia | Bandera de Francia | 2:0 (1:0) | Bandera de Dinamarca                  | Dinamarca            |
| 7 de junio de 2006      | Saint-Étienne       | Amistoso    | Francia | Bandera de Francia | 3:1 (1:0) | Bandera de la República Popular China | China                |

## Uniforme

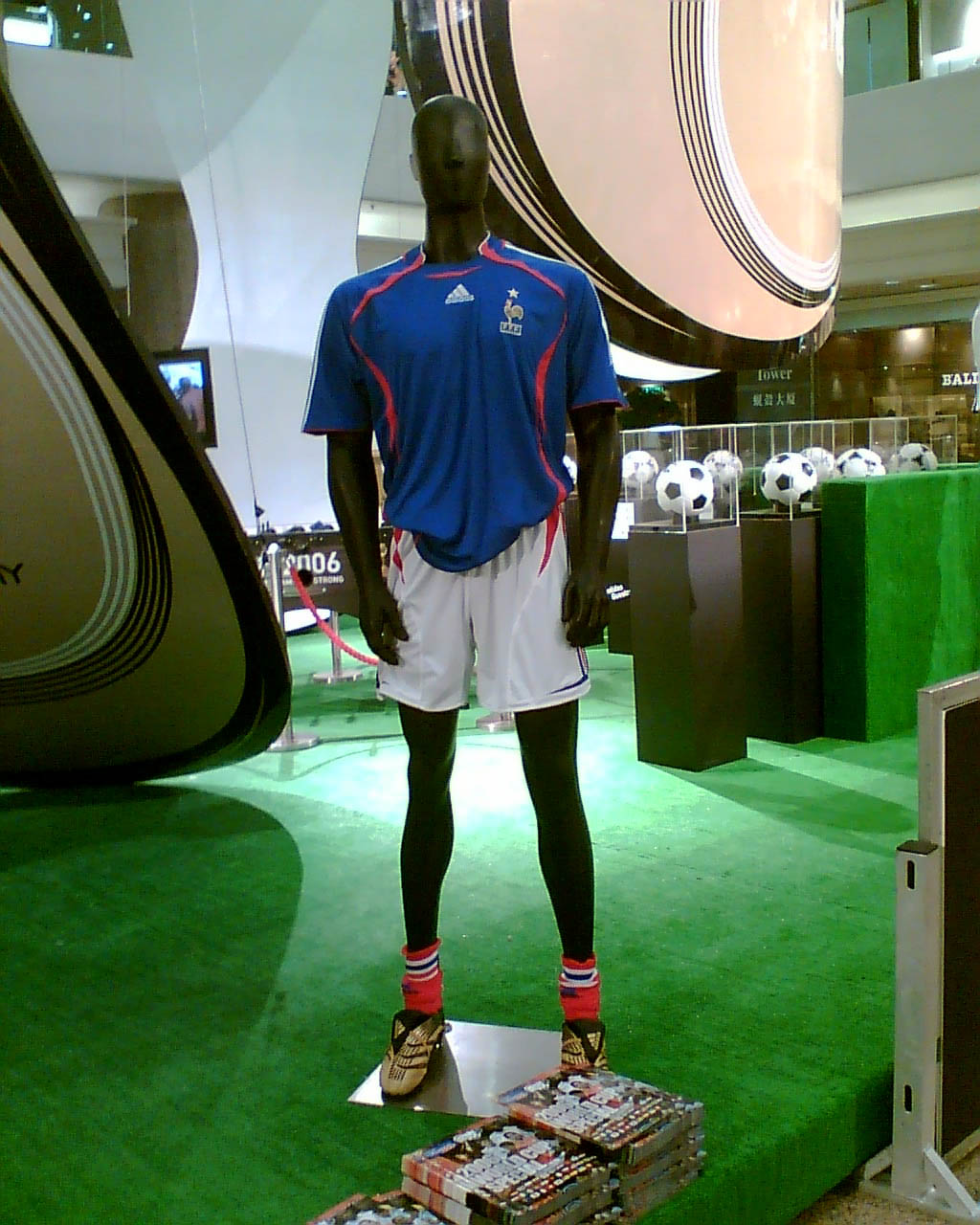
Uniforme titular diseñado por Adidas.

### Oficial

#### Manga corta
| Opción 1 | Opción 2 | Opción 3 | Opción 4 | Opción 5 | Opción 6 |

#### Manga larga
| Opción 1 | Opción 2 | Opción 3 | Opción 4 | Opción 5 | Opción 6 |

### Alternativo

#### Manga corta
| Opción 1 | Opción 2 | Opción 3 | Opción 4 | Opción 5 | Opción 6 |

#### Manga larga
| Opción 1 | Opción 2 | Opción 3 | Opción 4 | Opción 5 | Opción 6 |

### Portero

#### Manga corta
| Opción 1 | Opción 2 | Opción 3 |

#### Manga larga
| Opción 1 | Opción 2 | Opción 3 |

### Entrenamiento
| Jugadores | Portero |

### Cuerpo técnico
|  |

## Plantel
Datos corresponden a situación previo al inicio del torneo
| #  | Nombre              | Posición      | Edad | PJ Sel | Club                  |
| -- | ------------------- | ------------- | ---- | ------ | --------------------- |
| 1  | Mickaël Landreau    | Portero       | 27   | 3      | FC Nantes Atlantique  |
| 2  | Jean-Alain Boumsong | Defensa       | 26   | 19     | Newcastle United      |
| 3  | Éric Abidal         | Defensa       | 26   | 8      | Olympique de Lyon     |
| 4  | Patrick Vieira      | Mediocampista | 29   | 87     | Juventus              |
| 5  | William Gallas      | Defensa       | 28   | 40     | Chelsea FC            |
| 6  | Claude Makélélé     | Mediocampista | 33   | 43     | Chelsea FC            |
| 7  | Florent Malouda     | Mediocampista | 26   | 13     | Olympique de Lyon     |
| 8  | Vikash Dhorasoo     | Mediocampista | 32   | 16     | Paris Saint-Germain   |
| 9  | Sidney Govou        | Delantero     | 26   | 19     | Olympique de Lyon     |
| 10 | Zinedine Zidane     | Mediocampista | 33   | 102    | Real Madrid           |
| 11 | Sylvain Wiltord     | Delantero     | 32   | 80     | Olympique de Lyon     |
| 12 | Thierry Henry       | Delantero     | 28   | 78     | Arsenal FC            |
| 13 | Mikael Silvestre    | Defensa       | 28   | 39     | Manchester United     |
| 14 | Louis Saha          | Delantero     | 27   | 9      | Manchester United     |
| 15 | Lilian Thuram       | Defensa       | 34   | 114    | Juventus              |
| 16 | Fabien Barthez      | Portero       | 34   | 80     | Olympique de Marsella |
| 17 | Gaël Givet          | Defensa       | 24   | 11     | AS Monaco             |
| 18 | Alou Diarra         | Mediocampista | 24   | 9      | RC Lens               |
| 19 | Willy Sagnol        | Defensa       | 29   | 38     | Bayern de Múnich      |
| 20 | David Trezeguet     | Delantero     | 28   | 63     | Juventus              |
| 21 | Pascal Chimbonda    | Defensa       | 27   | 1      | Wigan Athletic        |
| 22 | Franck Ribéry       | Mediocampista | 23   | 3      | Olympique de Marsella |
| 23 | Grégory Coupet      | Portero       | 33   | 18     | Olympique de Lyon     |
| DT | Raymond Domenech    |               |      |        |                       |

## Participación

### Primera fase
| Equipo        | Pts. | PJ | PG | PE | PP | GF | GC | Dif. |
| ------------- | ---- | -- | -- | -- | -- | -- | -- | ---- |
| Suiza         | 7    | 3  | 2  | 1  | 0  | 4  | 0  | +4   |
| Francia       | 5    | 3  | 1  | 2  | 0  | 3  | 1  | +2   |
| Corea del Sur | 4    | 3  | 1  | 1  | 1  | 3  | 4  | -1   |
| Togo          | 0    | 3  | 0  | 0  | 3  | 1  | 6  | -5   |

| 13 de junio de 2006, 18:00 | Francia | 0:0     | Suiza | Gottlieb-Daimler-Stadion, Stuttgart                                 |                                                                     |
|                            |         | Reporte |       | Asistencia: 52.000 espectadores Árbitro(s): Valentín Ivanov (Rusia) | Asistencia: 52.000 espectadores Árbitro(s): Valentín Ivanov (Rusia) |

| 18 de junio de 2006, 21:00 | Corea del Sur | 1:1 (0:1) | Francia  | Zentralstadion, Leipzig                                                |                                                                        |
|                            | Park 81'      | Reporte   | Henry 9' | Asistencia: 43.000 espectadores Árbitro(s): Armando Archundia (México) | Asistencia: 43.000 espectadores Árbitro(s): Armando Archundia (México) |

| 23 de junio de 2006, 21:00 | Francia                | 2:0 (0:0) | Togo | RheinEnergieStadion, Colonia                                          |                                                                       |
|                            | Vieira 55' · Henry 61' | Reporte   |      | Asistencia: 45.000 espectadores Árbitro(s): Jorge Larrionda (Uruguay) | Asistencia: 45.000 espectadores Árbitro(s): Jorge Larrionda (Uruguay) |

### Octavos de final
| 27 de junio de 2006, 21:00 | España                                 | 1:3 (1:1) | Francia          | AWD-Arena, Hanóver                                                   |                                                                      |
|                            | Ribéry 41' · Vieira 83' · Zidane 90+2' | Reporte   | Villa 28' (pen.) | Asistencia: 43.000 espectadores Árbitro(s): Roberto Rosetti (Italia) | Asistencia: 43.000 espectadores Árbitro(s): Roberto Rosetti (Italia) |

### Cuartos de final
| 1 de julio de 2006, 21:00 | Brasil    | 0:1 (0:0) | Francia | Waldstadion, Fráncfort                                                     |                                                                            |
|                           | Henry 57' | Reporte   |         | Asistencia: 48.000 espectadores Árbitro(s): Luis Medina Cantalejo (España) | Asistencia: 48.000 espectadores Árbitro(s): Luis Medina Cantalejo (España) |

### Semifinales
| 5 de julio de 2006, 21:00 | Portugal          | 0:1 (0:1) | Francia | Allianz Arena, Múnich                                                 |                                                                       |
|                           | Zidane 33' (pen.) | Reporte   |         | Asistencia: 66.000 espectadores Árbitro(s): Jorge Larrionda (Uruguay) | Asistencia: 66.000 espectadores Árbitro(s): Jorge Larrionda (Uruguay) |

### Final
| 9 de julio de 2006, 20:00 | Italia                                            | 1:1 (1:1, 1:1) (t. s.)(5:3 p.) | Francia                               | Estadio Olímpico, Berlín                                     |                                                              |
| | Materazzi 19'                                     | Reporte                        | Zidane 7' (pen.)                      | Asistencia: 69.000 espectadores Árbitro(s): Horacio Elizondo | Asistencia: 69.000 espectadores Árbitro(s): Horacio Elizondo |
| |                                                   | Tiros desde el punto penal     |                                       |                                                              |                                                              |
| | Pirlo · Materazzi · De Rossi · Del Piero · Grosso |                                | Wiltord · Trezeguet · Abidal · Sagnol |                                                              |                                                              |
| El argentino Horacio Elizondo fue el primer árbitro en dirigir el partido inaugural y la final de un mismo Mundial. Segunda final que termina en empate y se define en los penales. Italia consigue su cuarto título después de 24 años. Zinedine Zidane fue el cuarto jugador en anotar en dos finales de la Copa del Mundo. |                                                   |                                |                                       |                                                              |                                                              |

### Participación de jugadores
| #  | Nombre              | Posición      | PJ | Min |   | Asist | Tiros  | Faltas |   |   |
| -- | ------------------- | ------------- | -- | --- | - | ----- | ------ | ------ | - | - |
| 2  | Jean-Alain Boumsong | Defensa       | 0  | 0   | 0 | 0     | 0      | 0-0    | 0 | 0 |
| 3  | Éric Abidal         | Defensa       | 6  | 570 | 0 | 0     | 2      | 4-14   | 2 | 0 |
| 4  | Patrick Vieira      | Mediocampista | 7  | 585 | 2 | 2     | 8      | 21-16  | 1 | 0 |
| 5  | William Gallas      | Defensa       | 7  | 660 | 0 | 0     | 1      | 4-2    | 0 | 0 |
| 6  | Claude Makélélé     | Mediocampista | 7  | 660 | 0 | 0     | 3      | 8-15   | 2 | 0 |
| 7  | Florent Malouda     | Mediocampista | 6  | 501 | 0 | 0     | 12     | 17-6   | 1 | 0 |
| 8  | Vikash Dhorasoo     | Mediocampista | 2  | 10  | 0 | 0     | 1      | 0-1    | 0 | 0 |
| 9  | Sidney Govou        | Delantero     | 4  | 64  | 0 | 0     | 1      | 2-0    | 0 | 0 |
| 10 | Zinedine Zidane     | Mediocampista | 6  | 558 | 3 | 1     | 9      | 15-12  | 3 | 1 |
| 11 | Sylvain Wiltord     | Delantero     | 7  | 208 | 0 | 1     | 3      | 5-2    | 0 | 0 |
| 12 | Thierry Henry       | Delantero     | 7  | 632 | 3 | 0     | 16     | 10-20  | 0 | 0 |
| 13 | Mikael Silvestre    | Defensa       | 1  | 90  | 0 | 0     | 1      | 0-3    | 0 | 0 |
| 14 | Louis Saha          | Delantero     | 3  | 32  | 0 | 0     | 1      | 0-3    | 2 | 0 |
| 15 | Lilian Thuram       | Defensa       | 7  | 660 | 0 | 0     | 0      | 10-11  | 1 | 0 |
| 17 | Gaël Givet          | Defensa       | 0  | 0   | 0 | 0     | 0      | 0-0    | 0 | 0 |
| 18 | Alou Diarra         | Mediocampista | 2  | 75  | 0 | 0     | 0      | 1-5    | 0 | 0 |
| 19 | Willy Sagnol        | Defensa       | 7  | 660 | 0 | 0     | 2      | 10-6   | 3 | 0 |
| 20 | David Trezeguet     | Delantero     | 3  | 112 | 0 | 0     | 5      | 0-0    | 0 | 0 |
| 21 | Pascal Chimbonda    | Defensa       | 0  | 0   | 0 | 0     | 0      | 0-0    | 0 | 0 |
| 22 | Franck Ribéry       | Mediocampista | 7  | 512 | 1 | 1     | 12     | 15-9   | 1 | 0 |
| #  | Nombre              | Posición      | PJ | Min |   | Prom. | Atajos | Faltas |   |   |
| 1  | Mickaël Landreau    | Portero       | 0  | 0   | 0 | 0     | 0      | 0-0    | 0 | 0 |
| 16 | Fabien Barthez      | Portero       | 7  | 660 | 3 | 0,43  | 14     | 4-0    | 0 | 0 |
| 23 | Grégory Coupet      | Portero       | 0  | 0   | 0 | 0     | 0      | 0-0    | 0 | 0 |